# 来浩德
来浩德牧师（Dwight Howard Clapp；1848年11月1日—1900年7月31日）美国公理会传教士。
来浩德牧师和师母（Mary Jannie Clapp）夫妇均为俄亥俄州欧柏林学院附中的校友。1884年10月，来浩德牧师和师母（Mary Jannie Clapp）夫妇受美国公理会差遣前往中国，驻山西太谷。1889年2月，他们创办了一所寄宿的男子初级小学，收了十二位五至十八岁的学生，其中包括来自大户孔家的孔祥熙。
1900年7月，义和团包围了太谷南街的传教站大院福音院。1900年7月31日，一群义和团闯入福音院，来浩德是一名和平主义者，反对任何抵抗。义和团放火烧房，来浩德夫妇和其他四位美国公理会传教士——卫禄义牧师（George Louis Williams）、德富士牧师（Francis Ward Davis）、贝如意姑娘（Susan Rowena Bird）、露美乐姑娘（Mary Louise Partridge），同时在山西太谷南街福音院殉道。来浩德牧师时年51岁。来浩德师母时年55岁。